# Hamhung

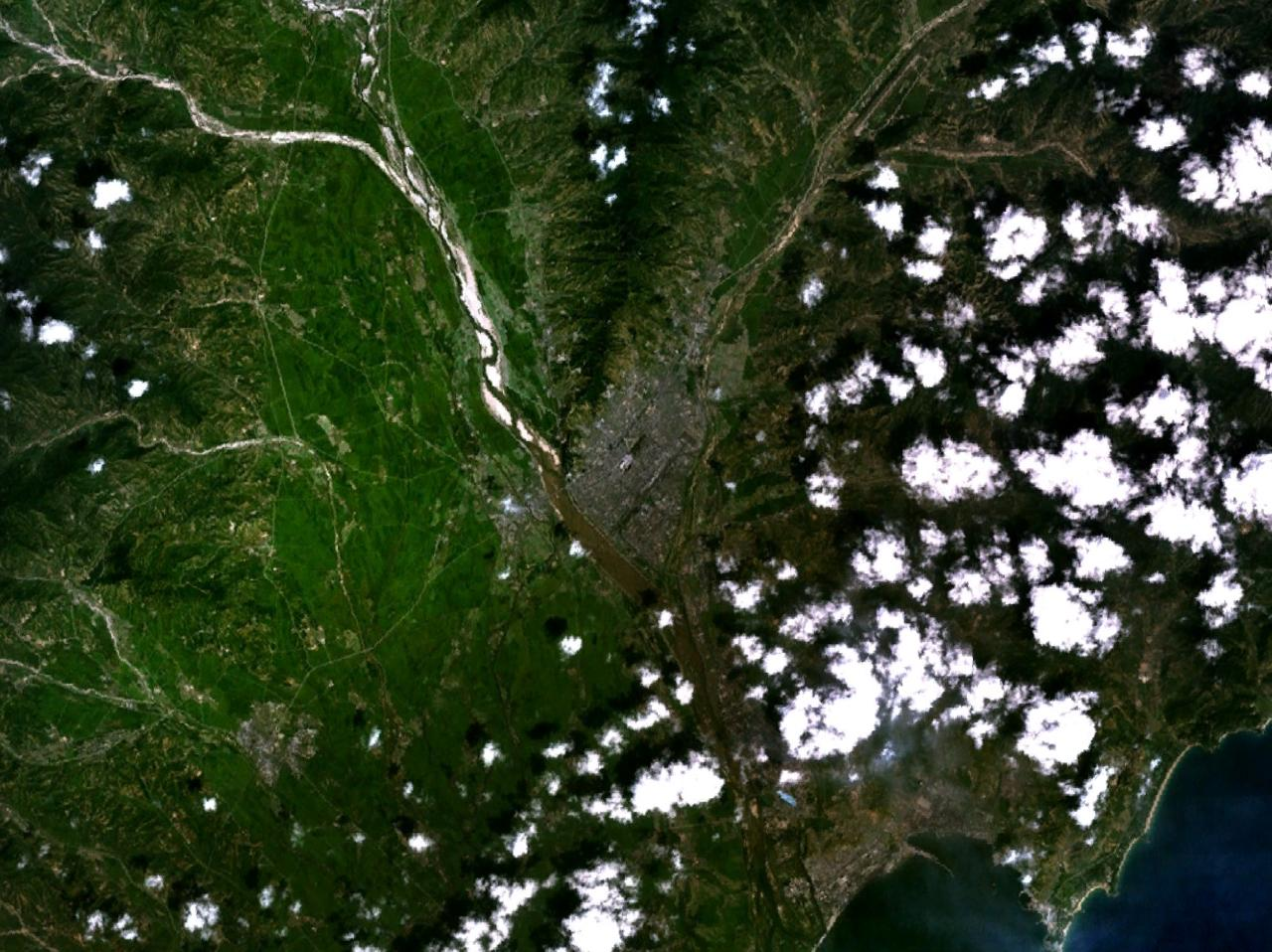
Vista do espaço da cidade de Hamhung.

Hamhung (Hamhŭng-si; em hangul, 함흥시; em hanja, 咸興市) é a segunda maior cidade da Coreia do Norte e capital da província de Hamgyong Sul. Tem como litoral o Mar do Japão.
Tem cerca de 770 mil habitantes, sendo até a década de 1920 uma pequena aldeia piscatória. Durante o domínio japonês foi designada de Kanko.

## Economia
A cidade tem como principais a atividades econômicas as indústrias pesadas, como o de metais, além de indústrias químicas e têxteis. Também possui um porto no Mar do Japão.